# 엘 알라메인 전투 (영화)
엘 알라메인 전투(La battaglia di El Alamein, The Battle of El Alamein)는 프랑스에서 제작된 지오르지오 페로니 감독의 1969년 액션, 드라마 영화이다. 프레더릭 스타포드 등이 주연으로 출연하였고 미노 로이 등이 제작에 참여하였다.

## 출연

### 주연
- 프레더릭 스타포드
- 조지 힐튼
- 마이클 레니

### 조연
- 마르코 구글리엘미
- 에토르 마니
- 제라드 헤터
- 로베르 오셍

## 제작진
- 책임프로듀서: 세르지오 마르티노